# Королёв, Георгий Иванович
Георгий Иванович Королёв (17 апреля 1912 года, станица Михайловская, Армавирский отдел, Кубанская область — 1975 год, Курганинск, Краснодарский край) — комбайнёр Курганской МТС Краснодарского края. Герой Социалистического Труда (1952).

## Биография
Родился в 1912 году в крестьянской семье в станице Михайловская. В 1928 году окончил четыре класса начальной школы. Трудился учётчиком в колхозе на хуторе Светлая Заря. В 1934 году поступил на курсы механизации в Курганинской МТС, после которых работал помощником комбайнёра на этой же МТС. С 1936 года обучался на курсах механизации в Армавире, после которых работал трактористом до 1942 года на Курганинской МТС. С 1942 года участвовал в Великой Отечественной войне в составе хозяйственного отдела 576-й отдельной авиационной эскадрильи 3-й гвардейской армии 1-го Украинского фронта. Получил тяжёлое ранение.
В 1946 демобилизовался в звании старшины и возвратился в Краснодарский край, где стал трудиться комбайнёром на Курганинской МТС. В 1951 году за 23 дня убрал и обмолотил на комбайне «Сталинец-6» 9199 центнеров зерновых. Указом Президиума Верховного Совета СССР от 28 мая 1952 года «за достижение высоких показателей на уборке и обмолоте зерновых культур в 1951 году» удостоен звания Героя Социалистического Труда с вручением Ордена Ленина и золотой медали Серп и Молот.
С 1958 года — комбайнёр колхоза «Кавказ» Курганинского района.
В 1961 году вышел на пенсию. Проживал в Курганинске, где скончался в 1975 году.
Награды
- Герой Социалистического Труда
- Орден Ленина — дважды (21.05.1951; 1952)
- Медаль «За боевые заслуги» (1945)
- Медаль «За трудовую доблесть» (17.06.1950)
- Почётный гражданин Курганинска (07.09.1998, посмертно)